# Saison 5 de C'est Moi le Chef !
Chronologie
Saison 4 Saison 6
Cet article présente le guide des épisodes de la cinquième saison de la série télévisée américaine Last Man Standing.

## Généralités
- Elle a été diffusée du 25 septembre 2015 au 22 avril 2016 sur le réseau ABC.
- Au Canada, cette saison a été diffusée en simultané sur la chaîne indépendante CHCH Hamilton.

### Synopsis
Mike Baxter est un heureux père de famille et un directeur marketing dans un magasin de sport à Denver, dans le Colorado. C'est également un homme vivant dans un monde dominé par les femmes en particulier dans sa maison avec sa femme et ses trois filles, dont l'une est une mère célibataire.

## Distribution de la saison

### Acteurs principaux
- Tim Allen (VF : Michel Papineschi) : Mike Baxter
- Nancy Travis (VF : Martine Irzenski) : Vanessa Baxter
- Molly Ephraim (VF : Anouck Hautbois) : Amanda Elaine « Mandy » Baxter
- Kaitlyn Dever (VF : Leslie Lipkins) : Eve Baxter
- Amanda Fuller (VF : Audrey Sablé) : Kristin Beth Baxter
- Jordan Masterson (en) : Ryan Vogelson, père de Boyd
- Christoph Sanders (VF : Hervé Grull) : Kyle Anderson
- Flynn Morrison (fy) : Boyd Baxter
- Jonathan Adams : Chuck Larabee, voisin de Mike et Vanessa
- Hector Elizondo (VF : François Jaubert) : Edward « Ed » Alzate

### Acteurs récurrents et invités
- Jay Leno : Joe[1] (épisodes 5, 13 et 22)
- Reba McEntire : Billie Cassidy[2] (épisode 19)

## Épisodes

### Épisode 1:Avis de tempête
- États-Unis /  Canada : 25 septembre 2015 sur ABC[3] / CHCH
- Belgique : 2 janvier 2018 sur RTL-TVI
- France : 1er janvier 2018 sur Fox Play

- États-Unis : 6,27 millions de téléspectateurs[4] (première diffusion)

### Épisode 2:Boyd goûte à la liberté
- États-Unis /  Canada : 2 octobre 2015 sur ABC / CHCH
- Belgique : 3 janvier 2018 sur RTL-TVI
- France : 1er janvier 2018 sur Fox Play

- États-Unis : 6,55 millions de téléspectateurs[5] (première diffusion)

Yvette Nicole Brown (movie-goer (O.S.))

### Épisode 3:Le match de ping-pong
- États-Unis /  Canada : 9 octobre 2015 sur ABC / CHCH
- Belgique : 4 janvier 2018 sur RTL-TVI
- France : 1er janvier 2018 sur Fox Play

- États-Unis : 6,35 millions de téléspectateurs[6] (première diffusion)

### Épisode 4:L'éducation de Boyd
- États-Unis /  Canada : 16 octobre 2015 sur ABC / CHCH
- Belgique : 5 janvier 2018 sur RTL-TVI
- France : 1er janvier 2018 sur Fox Play

- États-Unis : 6,58 millions de téléspectateurs[7] (première diffusion)

- Elaine Loh (receptionist)
- Allan Murray (prospector (V.O.))

### Épisode 5:Joe le mécano
- États-Unis /  Canada : 23 octobre 2015 sur ABC / CHCH
- Belgique : 27 avril 2018 sur Club RTL
- France : 1er janvier 2018 sur Fox Play

- États-Unis : 7,17 millions de téléspectateurs[8] (première diffusion)

Jay Leno (Joe)

### Épisode 6:Hallowen
- États-Unis /  Canada : 30 octobre 2015 sur ABC / CHCH
- Belgique : 1er mai 2018 sur Club RTL
- France : 1er janvier 2018 sur Fox Play

- États-Unis : 6,94 millions de téléspectateurs[9] (première diffusion)

- Erika Alexander (Carol)
- Matthew Downs (Officer Schlumbrecht)
- Dennis Hadley (employee)
- Ava Davila (little girl)
- Adolfo Alvarez (little boy)
- Krizia Bajos (TV actress (O.S.))
- Jon Curry (TV actor (O.S.))

### Épisode 7:Double casquette
- États-Unis /  Canada : 6 novembre 2015 sur ABC / CHCH
- Belgique : 3 mai 2018 sur Club RTL
- France : 1er janvier 2018 sur Fox Play

- États-Unis : 6,85 millions de téléspectateurs[10] (première diffusion)

Joely Fisher (Wendi)

### Épisode 8:Cammy s'incruste
- États-Unis /  Canada : 13 novembre 2015 sur ABC / CHCH
- Belgique : 10 mai 2018 sur Club RTL
- France : 1er janvier 2018 sur Fox Play

- États-Unis : 7,47 millions de téléspectateurs[11] (première diffusion)

- Erika Alexander (Carol)
- Sarah Gilman (Cammy)

### Épisode 9:La liste de Thanksgiving
- États-Unis /  Canada : 20 novembre 2015 sur ABC / CHCH
- Belgique : 2 juillet 2018 sur Club RTL
- France : 1er janvier 2018 sur Fox Play

- États-Unis : 7,29 millions de téléspectateurs[12] (première diffusion)

### Épisode 10:L’entraîneur
- États-Unis /  Canada : 4 décembre 2015 sur ABC / CHCH
- Belgique : 5 juillet 2018 sur Club RTL
- France : 1er janvier 2018 sur Fox Play

- États-Unis : 6,67 millions de téléspectateurs[13] (première diffusion)

### Épisode 11:Le Noël de Vanessa
- États-Unis /  Canada : 11 décembre 2015 sur ABC / CHCH
- Belgique : 7 août 2018 sur Club RTL
- France : 1er janvier 2018 sur Fox Play

- États-Unis : 6,84 millions de téléspectateurs[14] (première diffusion)

### Épisode 12:La course annuelle
- États-Unis /  Canada : 8 janvier 2016 sur ABC[15]  / CHCH
- Belgique : 29 décembre 2019 sur Club RTL
- France : 1er janvier 2018 sur Fox Play

- États-Unis : 7,33 millions de téléspectateurs[16] (première diffusion)

- Joely Fisher (Wendi)
- Katy Chase (Cathy)

### Épisode 13:La mécanique du cœur
- États-Unis /  Canada : 15 janvier 2016 sur ABC / CHCH
- France : 1er janvier 2018 sur Fox Play

- États-Unis : 6,99 millions de téléspectateurs[17] (première diffusion)

Jay Leno (Joe)

### Épisode 14:La bague de fiançailles
- États-Unis /  Canada : 29 janvier 2016 sur ABC / CHCH
- France : 1er janvier 2018 sur Fox Play

- États-Unis : 6,87 millions de téléspectateurs[18] (première diffusion)

### Épisode 15:Prêt ou pas prêt?
- États-Unis /  Canada : 5 février 2016 sur ABC / CHCH
- France : 1er janvier 2018 sur Fox Play

- États-Unis : 6,66 millions de téléspectateurs[19] (première diffusion)

### Épisode 16:Le groupe d'Eve
- États-Unis /  Canada : 19 février 2016 sur ABC / CHCH
- France : 1er janvier 2018 sur Fox Play
- Belgique : 5 janvier 2020 sur Club RTL

- États-Unis : 6,67 millions de téléspectateurs[20] (première diffusion)

- Sarah Gilman (Cammy)
- Blake Clark (Clark)
- Joey Luthman (Nigel)
- Tim Acres (singer)

### Épisode 17:Un char-mant hobby
- États-Unis /  Canada : 26 février 2016 sur ABC / CHCH
- France : 1er janvier 2018 sur Fox Play
- Belgique : 12 janvier 2020 sur Club RTL

- États-Unis : 6,87 millions de téléspectateurs[21] (première diffusion)

- Patricia Richardson (Helen)
- Robin Roberts (Teresa)

### Épisode 18:Le mini chalet
- États-Unis /  Canada : 11 mars 2016 sur ABC / CHCH
- France : 1er janvier 2018 sur Fox Play
- Belgique : 19 janvier 2020 sur Club RTL

- États-Unis : 6,24 millions de téléspectateurs[22] (première diffusion)

### Épisode 19:Outdoor Woman
- États-Unis /  Canada : 18 mars 2016 sur ABC / CHCH
- France : 1er janvier 2018 sur Fox Play
- Belgique : 26 janvier 2020 sur Club RTL

- États-Unis : 7,04 millions de téléspectateurs[23] (première diffusion)

- Reba McEntire (Billie Cassidy)
- Charles Adler (Gordon)

### Épisode 20:Le tatouage
- États-Unis /  Canada : 8 avril 2016 sur ABC / CHCH
- France : 1er janvier 2018 sur Fox Play
- Belgique : 2 février 2020 sur Club RTL

- États-Unis : 6,44 millions de téléspectateurs[24] (première diffusion)

Eva Ceja (tattoo artist)

### Épisode 21:Conseils matrimoniaux
- États-Unis /  Canada : 15 avril 2016 sur ABC / CHCH
- France : 1er janvier 2018 sur Fox Play
- Belgique : 1er mars 2020 sur RTL-TVI

- États-Unis : 6,34 millions de téléspectateurs[25] (première diffusion)

- Bill Engvall (Reverend Paul)
- Erin Kolpek (assistant)

### Épisode 22:Mandy brûle les étapes
- États-Unis /  Canada : 22 avril 2016 sur ABC[26] / CHCH
- France : 1er janvier 2018 sur Fox Play
- Belgique : 1er mars 2020 sur RTL-TVI

- États-Unis : 5,94 millions de téléspectateurs[27] (première diffusion)

Jay Leno (Joe)